# Палац уряду (Монголія)
Палац уряду Монголії (монг. Засгийн газрын ордон) розташований з північного боку майдану Сухе-Батора в центрі столиці країни, Улан-Батора. В палаці розміщуються Великий державний хурал, а також президентські офіси. Місцеве населення називає будівлю Сірим палацом (монг. Саарал ордон).

## Історія

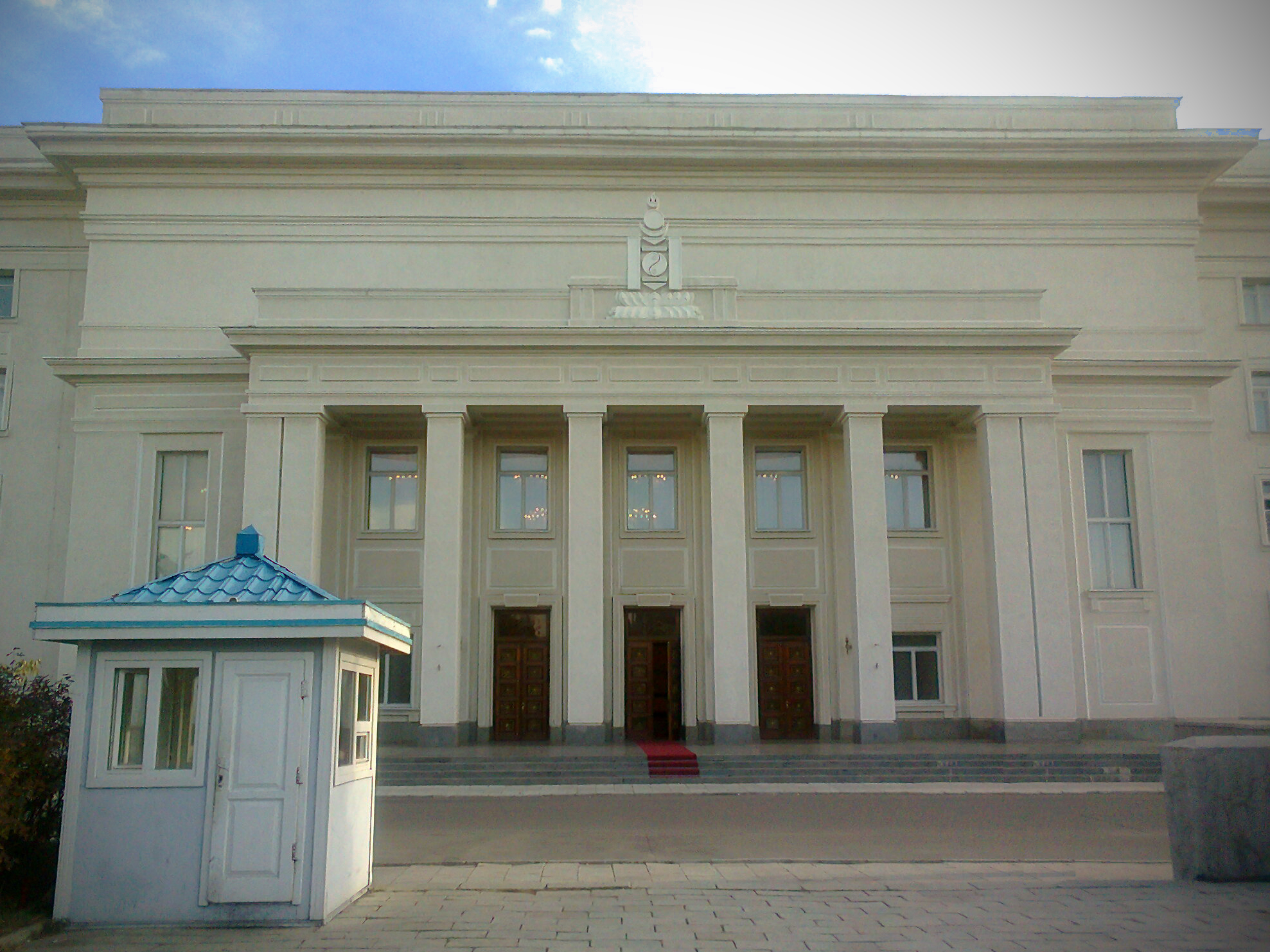
Головний вхід до палацу (північна сторона)

За часів старої Урги місце, де нині розташовані майдан і палац, було зайнято монастирем Іх-Хуре, центральним архітектурним комплексом міста. Іх-Хуре, адміністративно-релігійний центр Зовнішньої Монголії, був відомий високим рівнем монастирської освіти, десятьма буддійськими училищами, яскравими релігійними святами. Комплекс, первинно відомий як Дзун-Хуре (Східний монастир), склав основну та найстарішу частину майбутнього Улан-Батора. В монастирі був великий відкритий майдан, оточений з усіх боків храмами, резиденціями знаті й духовенства, а також ринком Баруун-Дамнуурчіна. Після революції 1921 року ту територію очистили від сміття, й 1926 року на ній було зведено Зелений театр. 1951 року, після його знесення, за розпорядженням Чойбалсана почалось будівництво урядового палацу. В 2005—2006 роках, під час реконструкції майдану, був демонтований мавзолей Сухе-Батора, й до палацу була прибудована колонада, в якій розмістили статуї Чингісхана, двох його найближчих нукерів — Мухалі й Боорчу, а також двох великих ханів Монгольської імперії — Уґедея та Хубілая. 2012 року в будівлі палацу було відкрито Музей монгольської державності.